# Kaylin Richardson

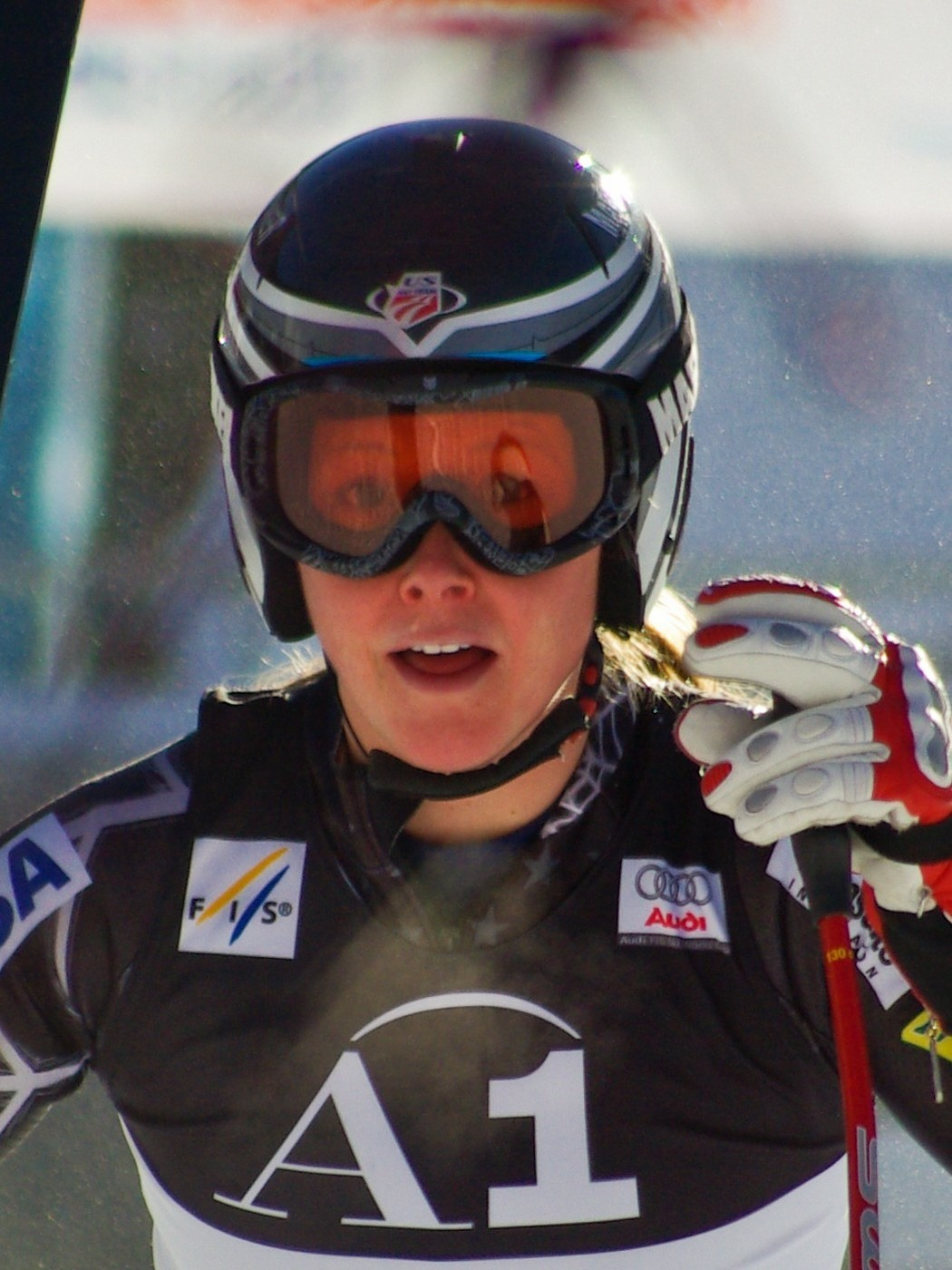
Kaylin Richardson

Kaylin Richardson (ur. 28 września 1984 w Minneapolis, Minnesota, Stany Zjednoczone) – amerykańska narciarka alpejska.
Startowała na Igrzyskach w Turynie. W kombinacji zajęła 17. miejsce.
Startowała na Mistrzostwach Świata w Åre. W kombinacji zajęła 12. miejsce. W slalomie zajęła 23. miejsce.
Startowała na Igrzyskach w Vancouver. W superkombinacji zajęła 17. miejsce.